# Magnolia (Minnesota)
Magnolia è un comune degli Stati Uniti d'America, situato nello Stato del Minnesota, nella contea di Rock.